# Szparnicowate
Szparnicowate (Schizaeaceae Kaulf.) – rodzina paproci z rzędu szparnicowców (Schizaeales). Obejmuje 2 rodzaje z ok. 30 gatunkami występującymi w strefie międzyzwrotnikowej na całym świecie, głównie na półkuli południowej. Charakterystyczna dla roślin tej rodziny jest słabo zaznaczona różnica między rozwijającą się pod ziemią łodygą i liśćmi, które mają za młodu na szczycie merystem wierzchołkowy identyczny jak na szczycie łodygi (trójsieczna komórka inicjalna). Z czasem komórka ta dzielić się zaczyna w jednej płaszczyźnie (staje się dwusieczna), jak w typowym merystemie liści. Zarodnie pękają szparą i umieszczone są na trzoneczkach.

## Systematyka
W obrębie rzędu szparnicowców (Schizaeales) w systemie PPG I (2016) i w systemie Smitha i in. (2006) rodzina Schizaeaceae jest grupą siostrzaną dla splątkowatych (Anemiaceae). W szerszym ujęciu jest to jedyna rodzina w rzędzie szparnicowców dzielona na trzy podrodziny.
Wykaz rodzajów w systemie Smitha i in. (2006) oraz PPG I (2016)
- Actinostachys Wall.
- Schizaea Sm. – szparnica